# Черниченко, Станислав Валентинович
Станисла́в Валентинович Черниче́нко (11 января 1935, Москва, СССР — 16 июля 2021, там же) — советский и российский правовед и дипломат, доктор юридических наук, профессор, заслуженный деятель науки Российской Федерации. Индекс Хирша — 11.

## Биография
Родился 11 января 1935 года в Москве. В 1964 году защитил кандидатскую диссертацию «Вопросы гражданства в современном международном праве», в 1975 году — докторскую диссертацию «Статус личности и международное право».
Занимал должность преподавателя Дипломатической академии, ГУ ВШЭ, являлся членом Международно-правового совета при МИД России. Был членом делегации СССР в Комиссии ООН по правам человека в 1974—1988 гг., позднее членом Подкомиссии по предотвращению дискриминации и защите меньшинств в ООН, Консультативного комитета Рамочной конвенции о защите национальных меньшинств, Постоянной палаты третейского суда в Гааге.
Скончался 16 июля 2021 года в Москве.